# Tricholaser cachemiricum
Tricholaser cachemiricum är en växtart i släktet Tricholaser och familjen flockblommiga växter.
Arten är en perenn ört som förekommer i norra Pakistan och västra Himalaya. Den beskrevs först som Heracleum cachemiricum av Charles Baron Clarke 1879, och fick sitt nu gällande namn av Reino Olavi Alava 1987.